# Patrick Roest
Patrick Roest (Lekkerkerk, 7 de diciembre de 1995) es un deportista neerlandés que compite en patinaje de velocidad sobre hielo.
Participó en dos Juegos Olímpicos de Invierno, obteniendo en total cuatro medallas, dos en Pyeongchang 2018, plata en 1500 m y bronce en persecución por equipos (junto con Jan Blokhuijsen, Sven Kramer y Koen Verweij), y dos de plata en Pekín 2022, en 5000 m y 10 000 m.
Ganó seis medallas en el Campeonato Mundial de Patinaje de Velocidad sobre Hielo entre los años 2017 y 2024, y ocho medallas en el Campeonato Mundial de Patinaje de Velocidad sobre Hielo en Distancia Individual, en los años 2019 y 2024.
Además, obtuvo tres medallas en el Campeonato Europeo de Patinaje de Velocidad sobre Hielo entre los años 2019 y 2023, y siete medallas en el Campeonato Europeo de Patinaje de Velocidad sobre Hielo en Distancia Individual entre los años 2020 y 2024.

## Palmarés internacional
| Juegos Olímpicos                           | Juegos Olímpicos            | Juegos Olímpicos  | Juegos Olímpicos        |
| Año                                        | Lugar                       | Medalla           | Prueba                  |
| ------------------------------------------ | --------------------------- | ----------------- | ----------------------- |
| 2018                                       | Pyeongchang (Corea del Sur) | Medalla de plata  | 1500 m                  |
| 2018                                       | Pyeongchang (Corea del Sur) | Medalla de bronce | Persecución por equipos |
| 2022                                       | Pekín (China)               | Medalla de plata  | 5000 m                  |
| 2022                                       | Pekín (China)               | Medalla de plata  | 10 000 m                |
| Campeonato Mundial                         |                             |                   |                         |
| Año                                        | Lugar                       | Medalla           | Prueba                  |
| 2017                                       | Hamar (Noruega)             | Medalla de plata  | Clasificación general   |
| 2018                                       | Ámsterdam (Países Bajos)    | Medalla de oro    | Clasificación general   |
| 2019                                       | Calgary (Canadá)            | Medalla de oro    | Clasificación general   |
| 2020                                       | Hamar (Noruega)             | Medalla de oro    | Clasificación general   |
| 2022                                       | Hamar (Noruega)             | Medalla de plata  | Clasificación general   |
| 2024                                       | Inzell (Alemania)           | Medalla de plata  | Clasificación general   |
| Campeonato Mundial en Distancia Individual |                             |                   |                         |
| Año                                        | Lugar                       | Medalla           | Prueba                  |
| 2019                                       | Inzell (Alemania)           | Medalla de plata  | 5000 m                  |
| 2019                                       | Inzell (Alemania)           | Medalla de plata  | 10 000 m                |
| 2021                                       | Heerenveen (Países Bajos)   | Medalla de oro    | Persecución por equipos |
| 2021                                       | Heerenveen (Países Bajos)   | Medalla de plata  | 5000 m                  |
| 2021                                       | Heerenveen (Países Bajos)   | Medalla de bronce | 1500 m                  |
| 2023                                       | Heerenveen (Países Bajos)   | Medalla de oro    | 5000 m                  |
| 2023                                       | Heerenveen (Países Bajos)   | Medalla de oro    | Persecución por equipos |
| 2024                                       | Calgary (Canadá)            | Medalla de oro    | 5000 m                  |
| Campeonato Europeo                         |                             |                   |                         |
| Año                                        | Lugar                       | Medalla           | Prueba                  |
| 2019                                       | Collalbo (Italia)           | Medalla de plata  | Clasificación general   |
| 2021                                       | Heerenveen (Países Bajos)   | Medalla de oro    | Clasificación general   |
| 2023                                       | Hamar (Noruega)             | Medalla de oro    | Clasificación general   |
| Campeonato Europeo en Distancia Individual |                             |                   |                         |
| Año                                        | Lugar                       | Medalla           | Prueba                  |
| 2020                                       | Heerenveen (Países Bajos)   | Medalla de oro    | 5000 m                  |
| 2020                                       | Heerenveen (Países Bajos)   | Medalla de oro    | Persecución por equipos |
| 2020                                       | Heerenveen (Países Bajos)   | Medalla de bronce | 1500 m                  |
| 2022                                       | Heerenveen (Países Bajos)   | Medalla de oro    | 5000 m                  |
| 2022                                       | Heerenveen (Países Bajos)   | Medalla de oro    | Persecución por equipos |
| 2024                                       | Heerenveen (Países Bajos)   | Medalla de oro    | 5000 m                  |
| 2024                                       | Heerenveen (Países Bajos)   | Medalla de bronce | 1500 m                  |